# Pomník Matky Polky
Pomník Matky Polky, nazývaný také Slezská niké, je vysoká bronzová plastika v okresním městě Ratiboř (Racibórz) na náměstí Plac Mostowy u řeky Odry ve Slezském vojvodství v jižním Polsku. Patří mezi nejznámější památky Ratiboře.

## Historie a popis díla
Pomník Matky Polky vytvořil polský sochař Jan Borowczak. Plastika je umístěna na kamenném soklu s nápisy a představuje štíhlou ženu v nadživotní velikosti, která nese na rameni dítě a má ruce nad hlavou. Dílo je vysoké 6,7 m a bylo odlito v Glivicích v podniku Gliwickie Zakłady Urządzeń Technicznych. Památník je vyjádřením úcty k patriotismu polských či slezských matek, které v časech útlaku předávaly polskou řeč, kulturu a ducha z generace na generaci jako největší poklad a statečně snášely útrapy v minulosti. Na dostavbu památníku byla zorganizována veřejná sbírka. Pomník byl slavnostně odhalen dne 14. července 1973.

## Galerie

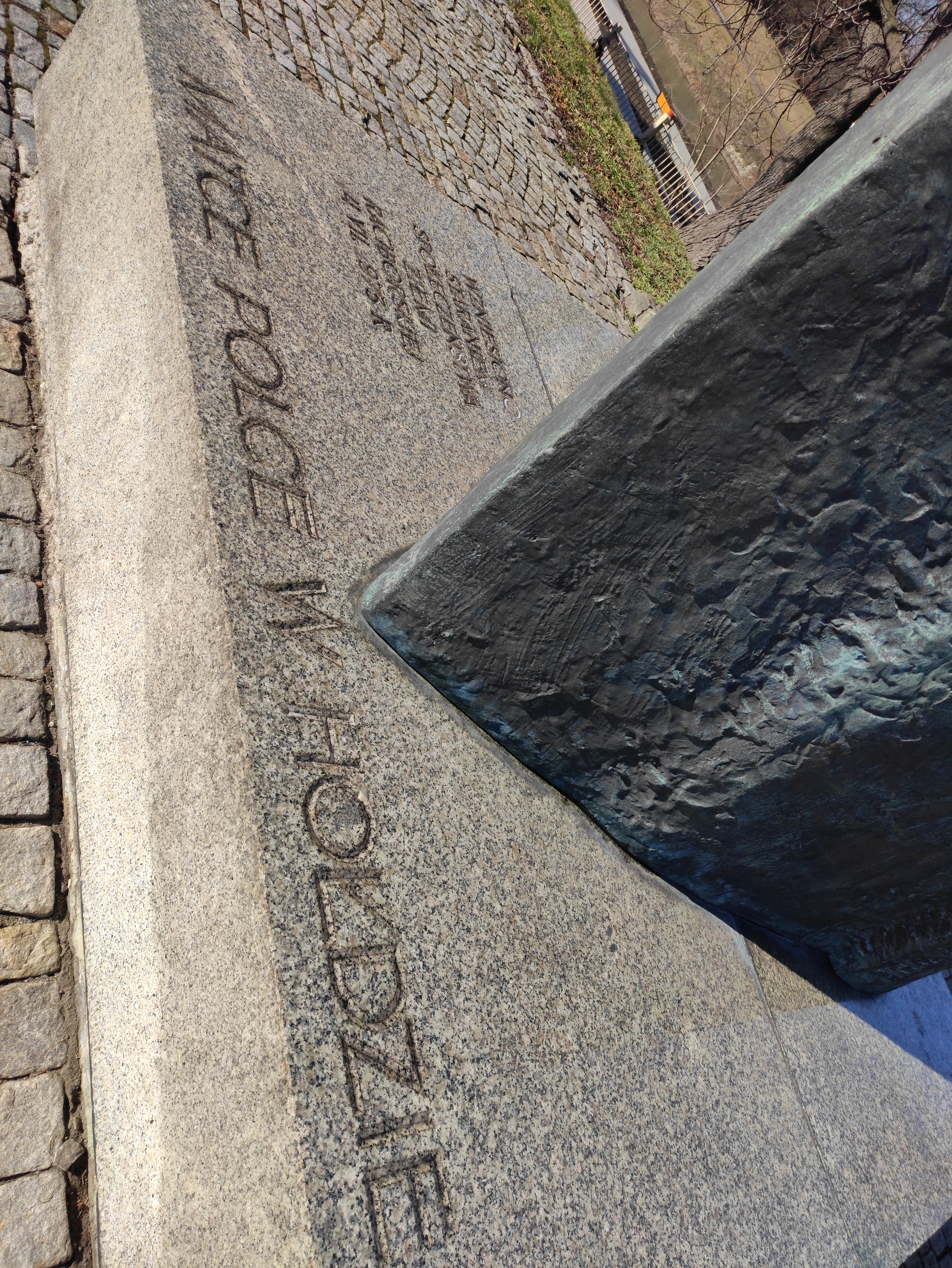
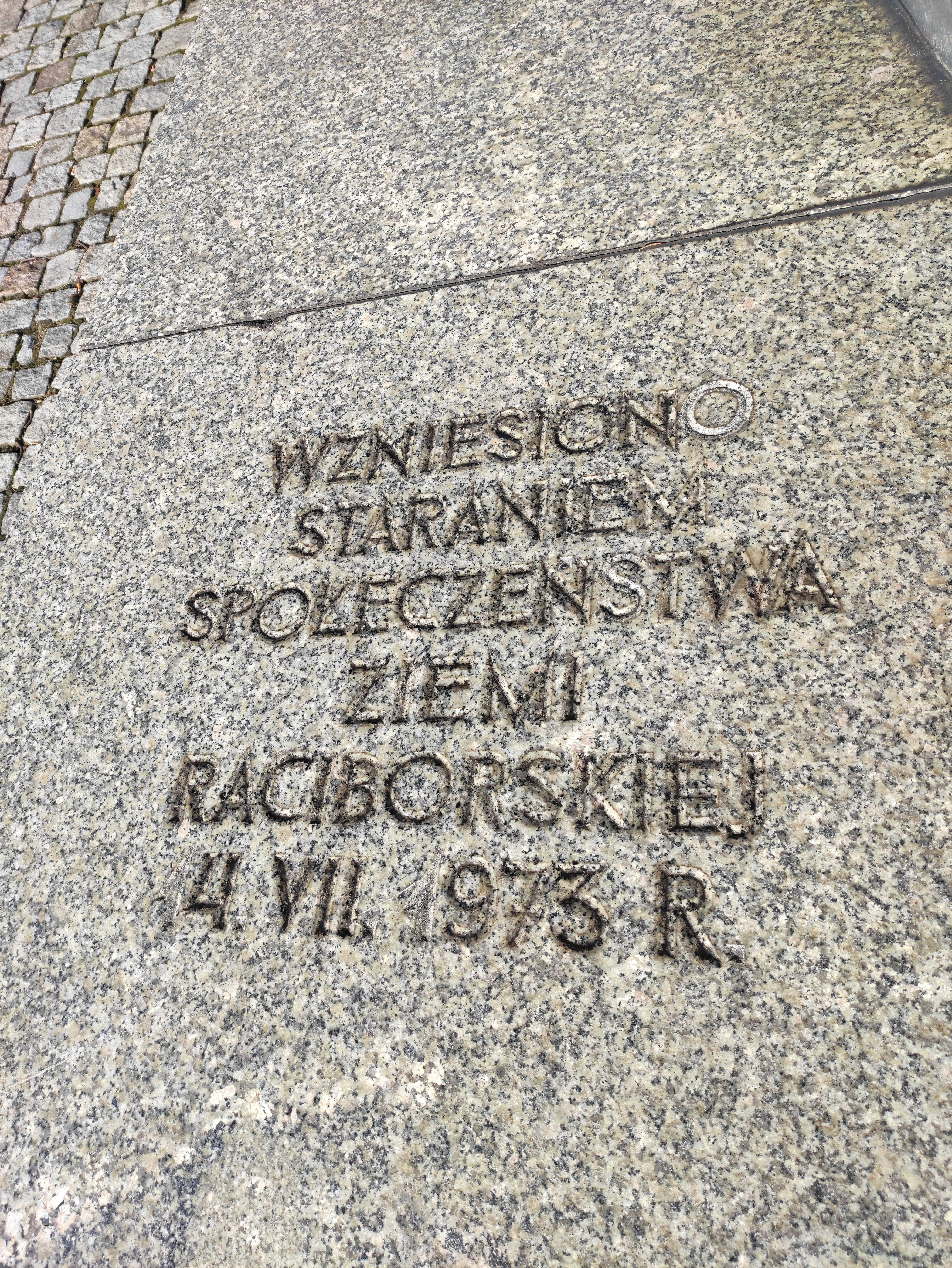
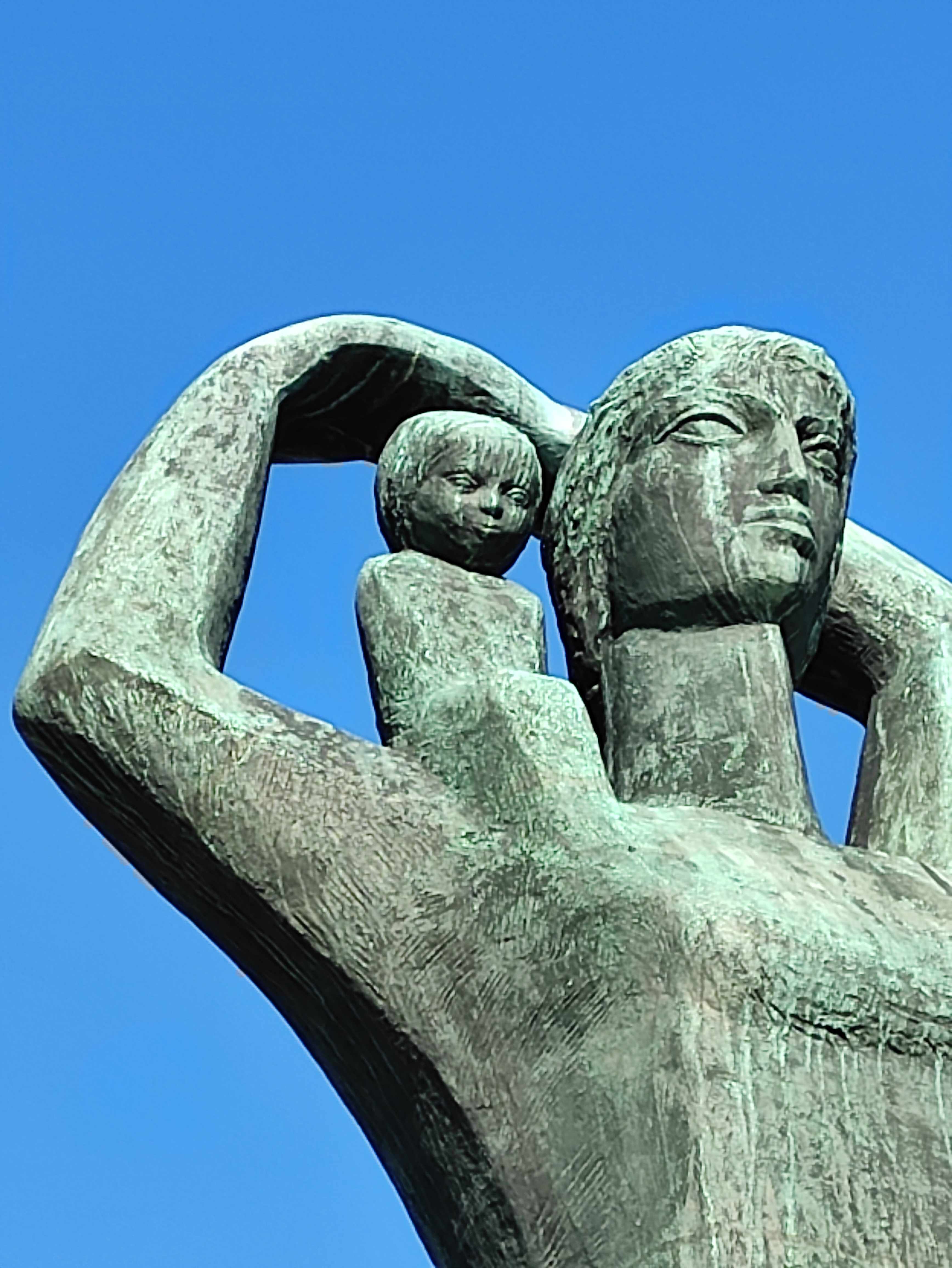
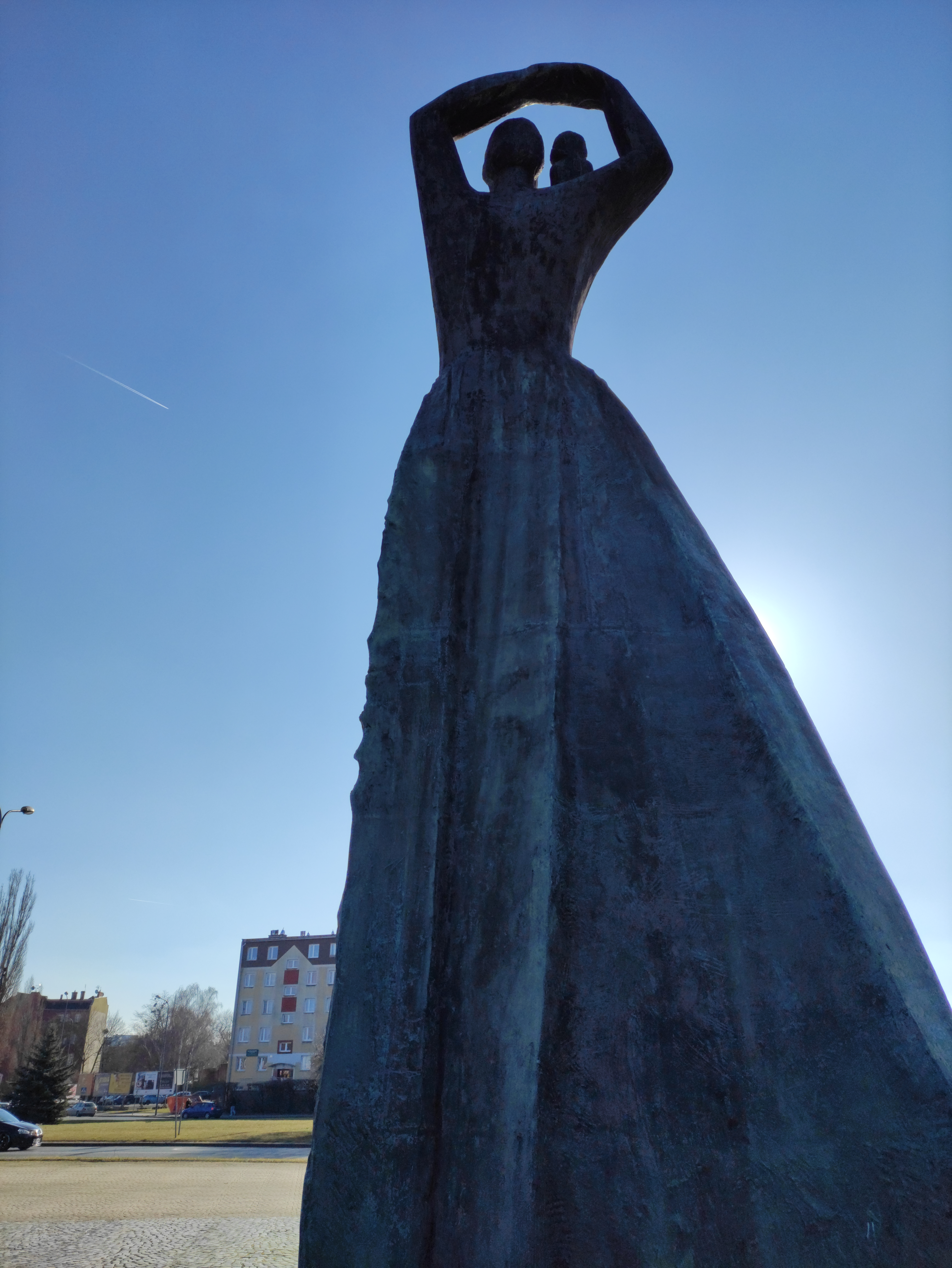
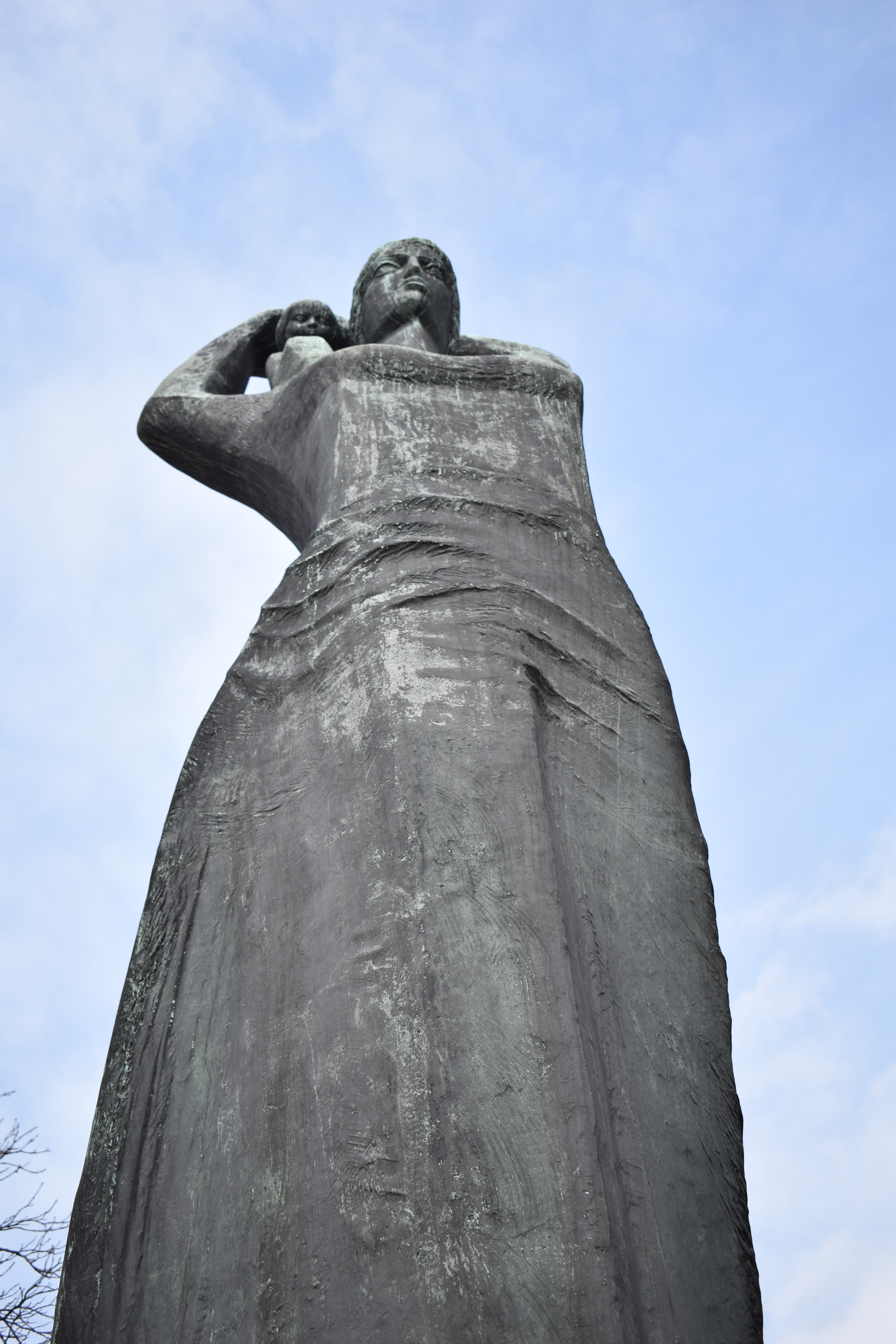
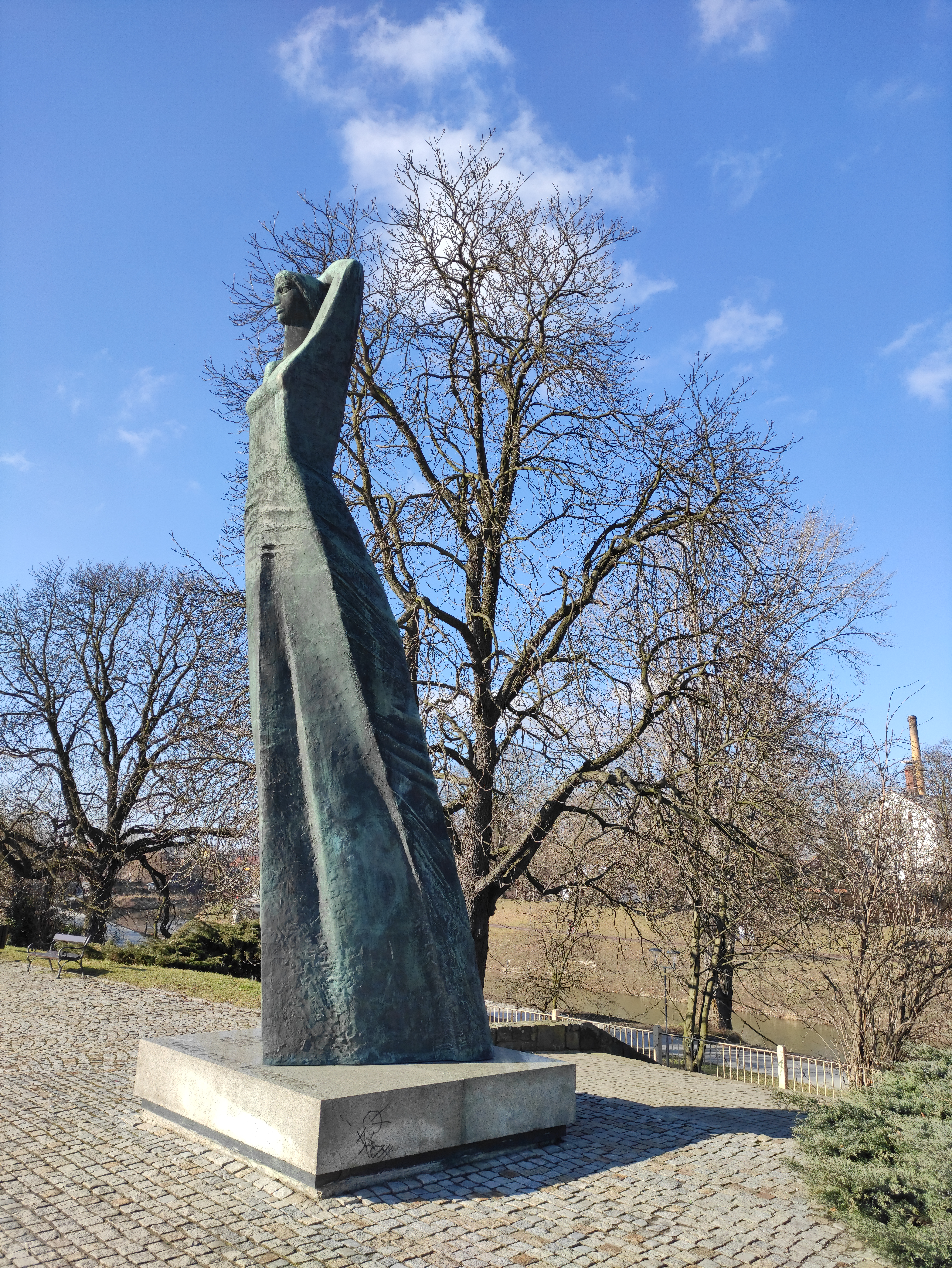
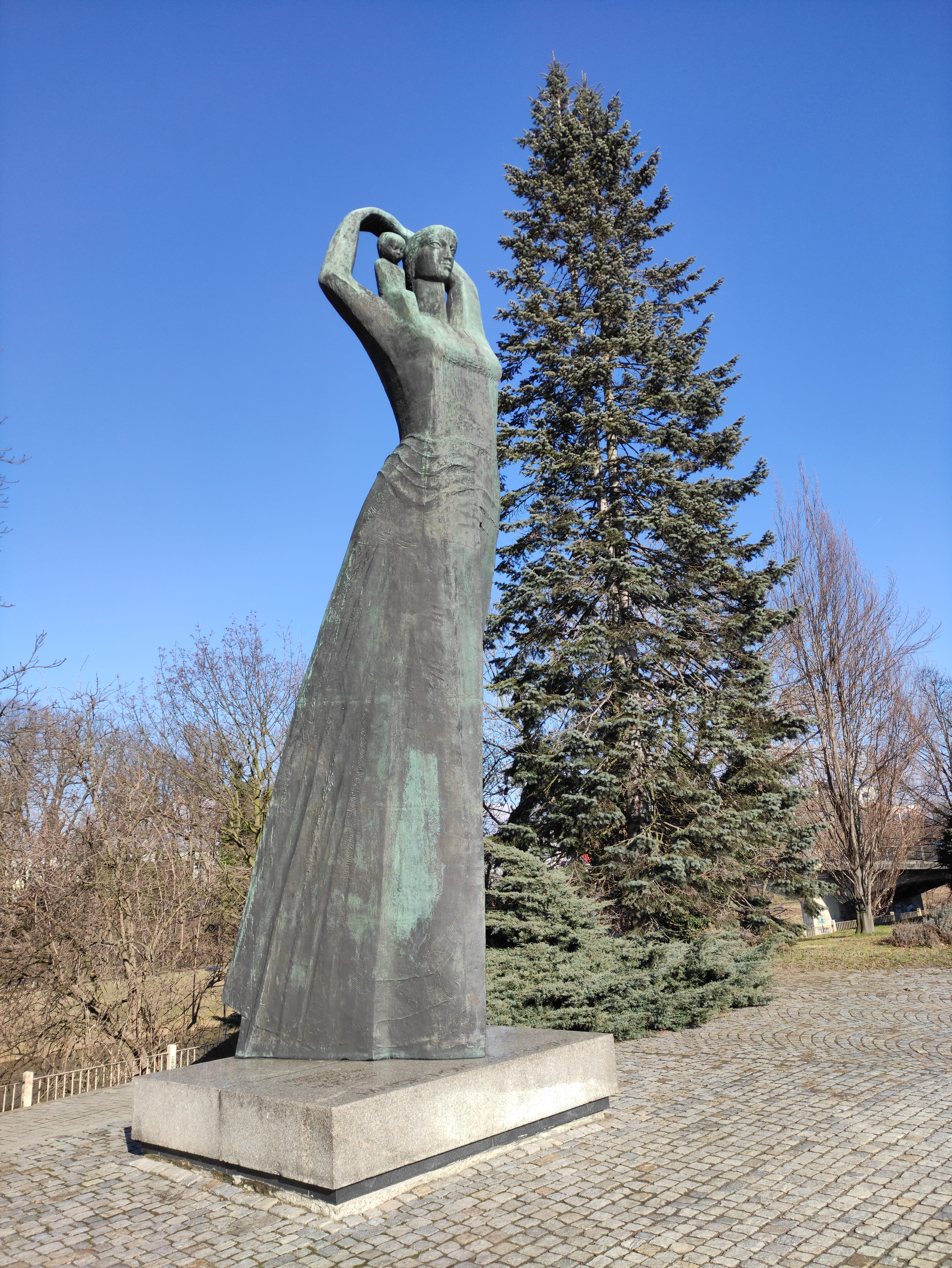

## Další informace
Místo je celoročně volně přístupné.